# Метеор (малый ракетный корабль)
«Метеор» — малый ракетный корабль проекта 1234.1.

## История строительства
Малый ракетный корабль «Метеор» был зачислен в списки кораблей ВМФ 30 октября 1984 года и 13 ноября 1984 года заложен на стапеле Ленинградского Приморского ССЗ (заводской № С-78). Спущен на воду 16 сентября 1987 года, 31 декабря принят флотом. 19 февраля 1988 года «Метеор» был включён в состав Балтийского флота ВМФ СССР и 26 июля 1992 года поднял Андреевский флаг.

## История службы
С 12 октября 1995 по 20 июня 1996 года малый ракетный корабль прошёл средний ремонт на Рижском судоремонтном заводе (Латвия). Входит  в состав 106-го дивизиона МРК 12-й дивизии надводных кораблей. Исключён из состава ВМФ приблизительно в 2005 году.

## Известные бортовые номера
- 580[1]
- 590